# Обреновичі
Обреновичі (серб. Обреновићи) — сербська князівська в 1815—1842, 1858—1882 та королівська в 1882—1903 династія в Сербії.   
Непримиренні вороги Карагеоргієвичів в боротьбі за престол. Орієнтувались на Австро-Угорщину. Засновником династії був учасник Першого сербського повстання та лідер Другого сербського повстання Милош Обренович. Останній представник, Олександр Обренович, був звіряче вбитий разом з дружиною прихильниками Карагеоргієвичів. Брати Обреновичі були селянського походження, проте розбагатіли на торгівлі худобою і здобули авторитет як ватажки у протистоянні сербів з Османською імперією. Династія мала незвичну традицію нумерації правителів, коли наступний номер додавався незалежно від власного імені монарха, тобто рахувалися Обреновичі взагалі, а не Обреновичі якогось одного власного імені. Після прийняття королівського титулу рахунок став подібний до решти європейських династій.  
Представники роду поховані у соборі святого Архангела Михаїла в Белграді, монастирі Крушедол на Фрушка-Горі, на цвинтарі церкви святого Миколая у Брусниці та ін.    

## Правителі і роки правління
- Милош Обренович I 1815—1839
- Милан Обренович II 1839
- Михайло Обренович III 1839—1842

В 1842 році Обреновичі були вигнані з країни. Князем був проголошений Олександр Карагеоргієвич. В 1858 році — відновлені на сербському престолі.
- Милош Обренович I 1858—1860 (другий раз)
- Михайло Обренович III 1860—1868 (другий раз)
- Милан Обренович IV 1868—1882 - як князь Сербії, він же, як король Сербії:
- Милан I Обренович 1882—1889
- Олександр I Обренович 1889—1903

## Сучасність
Королівська лінія Обреновичів була винищена, проте  в сучасній Сербії на спадок Обреновичів претендують Яковлевичі, нащадки найстаршого брата князя Милоша Якова Обреновича, що помер до відновлення сербської державності та не посідав ніяких титулів. Також нащадками Обреновичів по жіночій лінії є чорногорська королівська династія Петровичів-Негошів.  